# Petite Pseudobrève
Amalocichla incerta
Espèce
Statut de conservation UICN

LC : Préoccupation mineure
La Petite Pseudobrève (Amalocichla incerta) est une espèce d'oiseaux de la famille des Petroicidae endémique de Nouvelle-Guinée.

## Distribution
Ce taxon se rencontre en Nouvelle-Guinée, île scindée entre l'Indonésie et la Papouasie-Nouvelle-Guinée.

## Liste des sous-espèces
Selon GBIF (7 juin 2023) :
- Amalocichla incerta brevicauda (De Vis, 1894)
- Amalocichla incerta incerta Salvadori, 1876
- Amalocichla incerta olivascentior Hartert, 1930

## Systématique
Le nom valide complet (avec auteur) de ce taxon est Amalocichla incerta (Salvadori, 1876).
L'espèce a été initialement classée dans le genre Eupetes sous le protonyme Eupetes incertus Salvadori, 1876,. 
Ce taxon porte en français le nom vernaculaire ou normalisé suivant : Petite Pseudobrève.

## Publication originale
- (it) Tommaso Salvadori, « Descrizione di cinquantotto nuove specie di uccelli, ed osservazioni intorno ad altre poco note, della Nuova Guinea e di altre Isole Papuane, raccolte dal Dr Odoardo Beccari e dai cacciatori del Sig. A. A. Bruijn », Annali del Museo Civico di Storia Naturale di Genova, Gênes, Istituto Sordo-Muti, vol. 7,‎ 1875, p. 896-976 (ISSN 1122-6447, OCLC 10489012, lire en ligne).